# Petit-Pont-Cardinal-Lustiger
« Petit pont » redirige ici. Pour l’article homophone, voir Petypon.
Pour le terme de football, voir Lexique du football#P.
Pour le jeu violent, voir Petit pont massacreur.
Le Petit-Pont-Cardinal-Lustiger (nommé simplement Petit-Pont avant 2013) est un pont franchissant la Seine à Paris, dont l'édifice actuel fut construit en 1853.

## Situation et accès
Il relie la rue de la Cité et le quai du Marché-Neuf, sur l'île de la Cité, à la place du Petit-Pont sur la rive gauche, entre le quai de Montebello et le quai Saint-Michel, prolongée par la rue du Petit-Pont, puis la rue Saint-Jacques.
Le Petit-Pont est desservi par la ligne C du RER à la gare Saint-Michel - Notre-Dame et par la ligne 4 du métro à la station Saint-Michel.

## Origine du nom
Le nom lui vient du fait que ce pont franchit le petit bras de la Seine, par opposition au Grand Pont, devenu pont au Change qui franchit le grand bras de la Seine. Il porte également le nom du cardinal Lustiger archevêque de Paris de 1981 à 2005.

## Historique

### Le pont romain
Le premier pont situé à cet endroit date de la période romaine de Lutèce où fut déjà construit un pont sous ce nom, qui provient du fait qu'il permettait de franchir le petit bras du fleuve, par opposition au Grand-Pont, qui existait depuis l'Antiquité et qui traversait le grand bras de la Seine (ce dernier est devenu le pont Notre-Dame), cette appellation encore aujourd'hui justifiée par sa plus petite longueur de tous les ponts de Paris.
Le Petit-Pont était à l'époque gallo-romaine le seul point de passage pour relier la rive gauche, l'île de la Cité et, dans le prolongement du cardo maximus, la rive droite. Fait de bois, il était particulièrement exposé aux crues de la Seine et aux incendies. Charles le Chauve, pour protéger l'île des attaques normandes, fit édifier un ouvrage de protection à la tête du pont, en même temps qu'il renforçait les fortifications de la Cité. Les deux ponts de la Cité furent une fois encore détruits en 1111, par le comte Robert de Meulan. Le Grand-Pont fut rebâti plus à l'ouest alors que le Petit-Pont fut reconstruit au même emplacement, qu'il a conservé jusqu'à nos jours.

### Le pont de 1185 et ses nombreuses reconstructions
C'est au Moyen Âge, en 1185, qu'un nouvel ouvrage fut construit par décision de l'évêque Maurice de Sully. Ce pont reliait sur moins d'une centaine de mètres la rue du Marché-Palu à la rue Saint-Jacques.
Le Petit Châtelet, fort défensif de Charles le Chauve, fut réédifié afin de compléter l'enceinte de Philippe Auguste qui protégeait les deux rives.
Le Petit-Pont fut à nouveau détruit en 1196, par une crue, ce qui sera le sort des cinq ouvrages édifiés entre 1200 et 1375.
Au début du XIIIe siècle, une juiverie avec écoles, boucherie et synagogue est attestée aux abords du Petit-Pont et un peu plus bas de la rue de la Harpe, se trouve son cimetière.
En 1280, la Seine déborde. Gilles Corrozet écrit : « L'an mil deux cens quatre vingts, la riuière de Seine fut si grande à Paris, qu'elle rompist la maistresse arche du Grand Pont, vne partie du Petit Pont & encloyt toute la ville, qu'on n'y Pouuiot entrer sans basteau. »
Jusqu'à l'année 1378, date de construction du pont Saint-Michel, il est le seul pont permettant d'accéder à la cité depuis le sud.

### Le pont de 1406
Entre 1394 et 1406, le roi Charles VI fit construire par l'architecte Raymond du Temple un nouvel ouvrage, avec les fonds d'une forte amende à laquelle avait été condamnés sept Juifs,.

### Le pont de 1409
Ce pont ayant été emporté par la débâcle des glaces du fleuve le 31 janvier 1408 fut rétabli en 1409, en pierre cette fois. Cette dernière réplique subsista jusqu'au XVIIe siècle. Sa proximité avec l'Hôtel-Dieu favorisa l'implantation de boutiques d'apothicaires sur le pont, aux abords de la rue du Marché-Palu, dès 1552. Les maisons y furent édifiées une seconde fois en 1603 et restaurées en 1659.

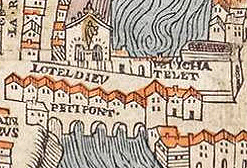
Le Petit-Pont sur le plan de Truschet et Hoyau (1550).
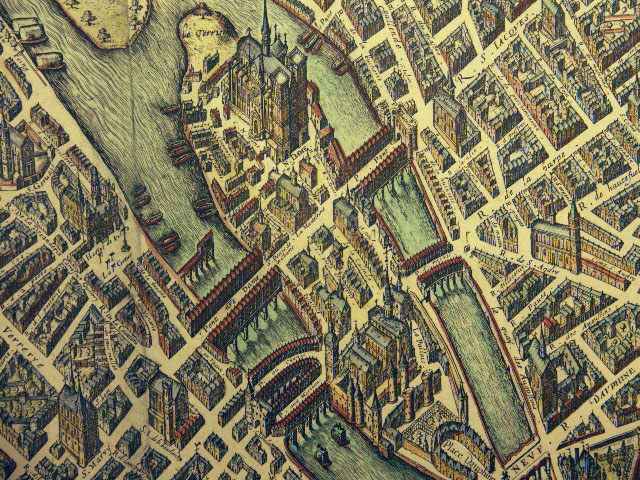
Le Petit-Pont sur le plan de Vassalieu (1609).

En 1702, il fait partie du quartier de la Cité, possède 26 maisons et 5 lanternes.
Après plusieurs effondrements, le Petit-Pont et toutes les maisons qui y étaient construites furent totalement détruits par un incendie en 1718, provoqué par la présence de deux bateaux de foin en flammes qui avaient dérivé. Edmond Jean François Barbier y assista, mêlé à la foule des badauds.

### Le pont de 1719
Il fut remplacé un an plus tard par une autre réplique de pierre à trois arches cintrées, avec les fruits d'une quête générale dans toutes les paroisses de la ville. Sa largeur était augmentée de 6 m et il se présentait avec un dos-d'âne. Cette fois, la construction d'habitations fut interdite.

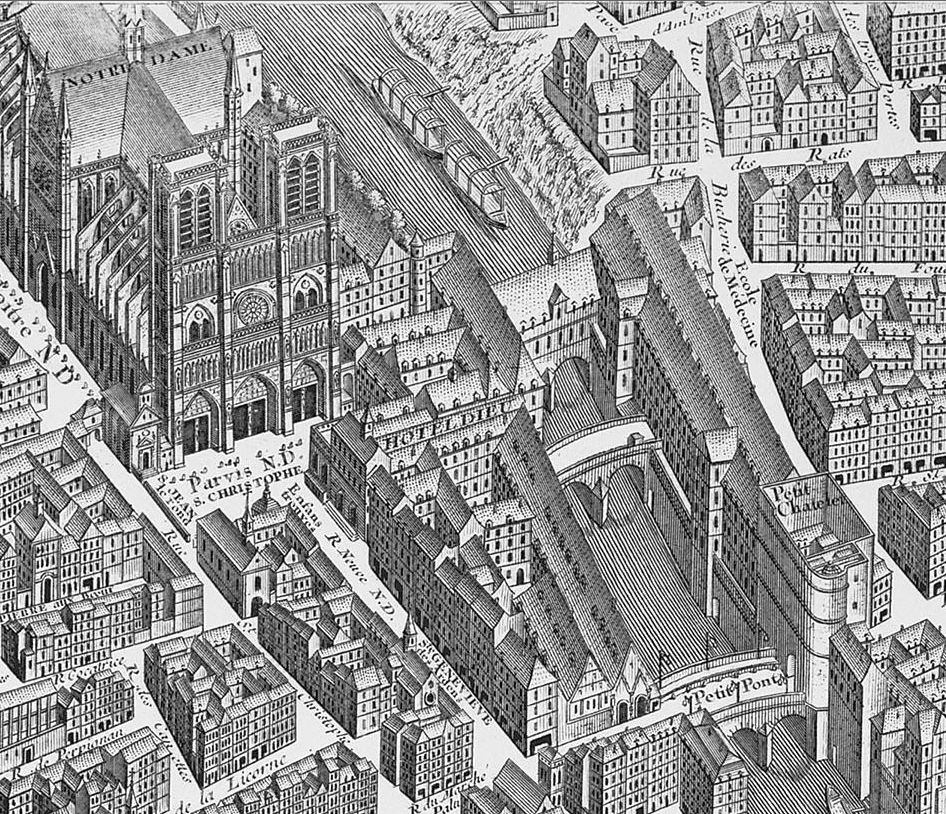
Le Petit-Pont sur le plan de Turgot (1739).
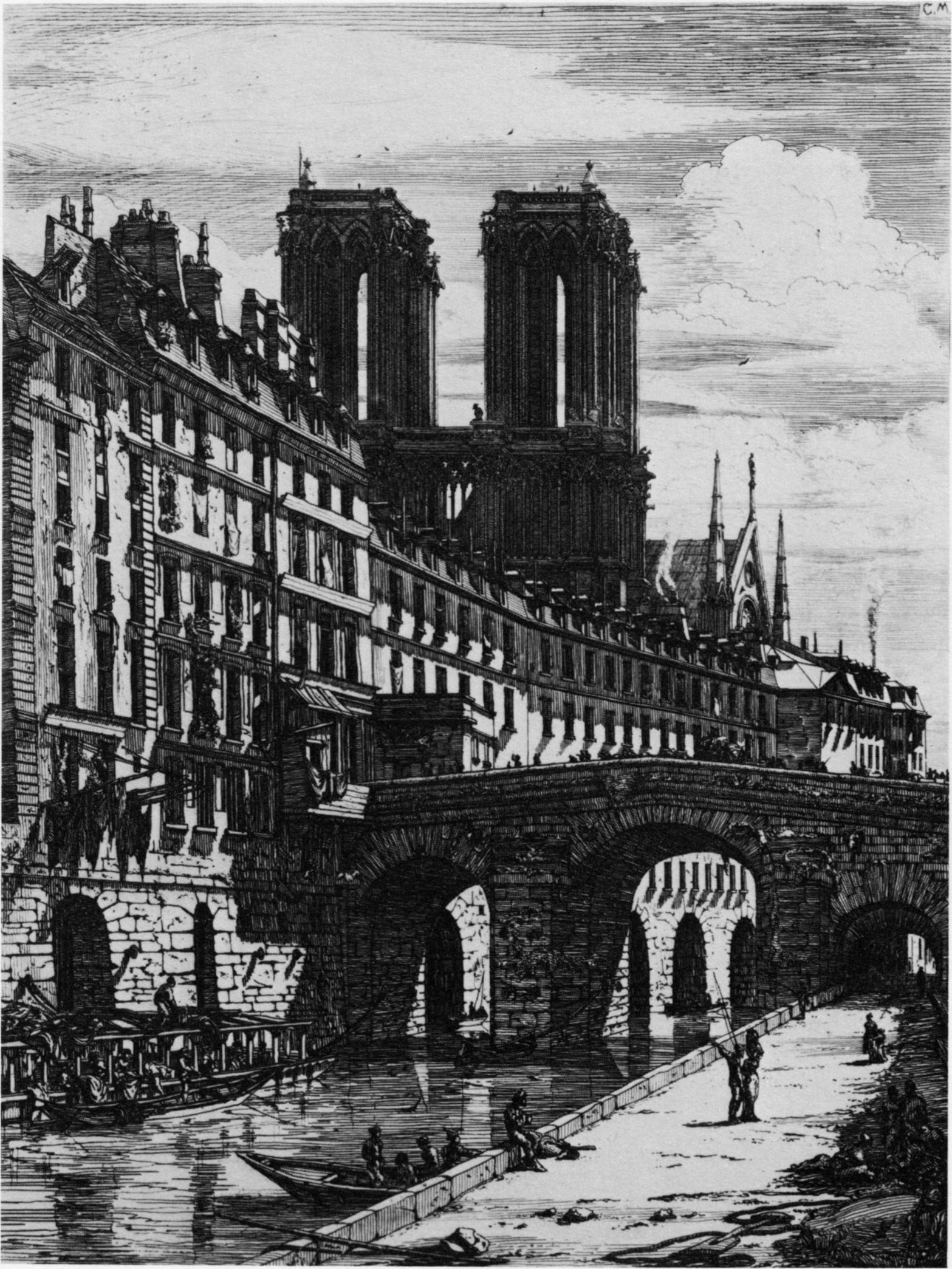
Le pont en 1850 (gravure de Charles Meryon) avec ses trois arches.

### Le pont de 1853
De 1850 à 1853, un pont à une seule arche en ciment et meulière fut construit à son emplacement, sur les plans de Lagalisserie et Darcel exécutés par Alexandre Michal, ingénieur en chef. D'une longueur de 38 m et d'une largeur de 20 m, il fut réalisé sur une voûte en arc de cercle de 31 à 32,5 m de corde et doté de deux trottoirs. Inauguré en décembre 1853, il existe encore de nos jours. Il a été renommé « Petit-Pont-Cardinal-Lustiger » par le Conseil de Paris, le 11 juin 2013, du nom de celui qui fut archevêque de Paris de 1981 à 2005, Jean-Marie Lustiger.

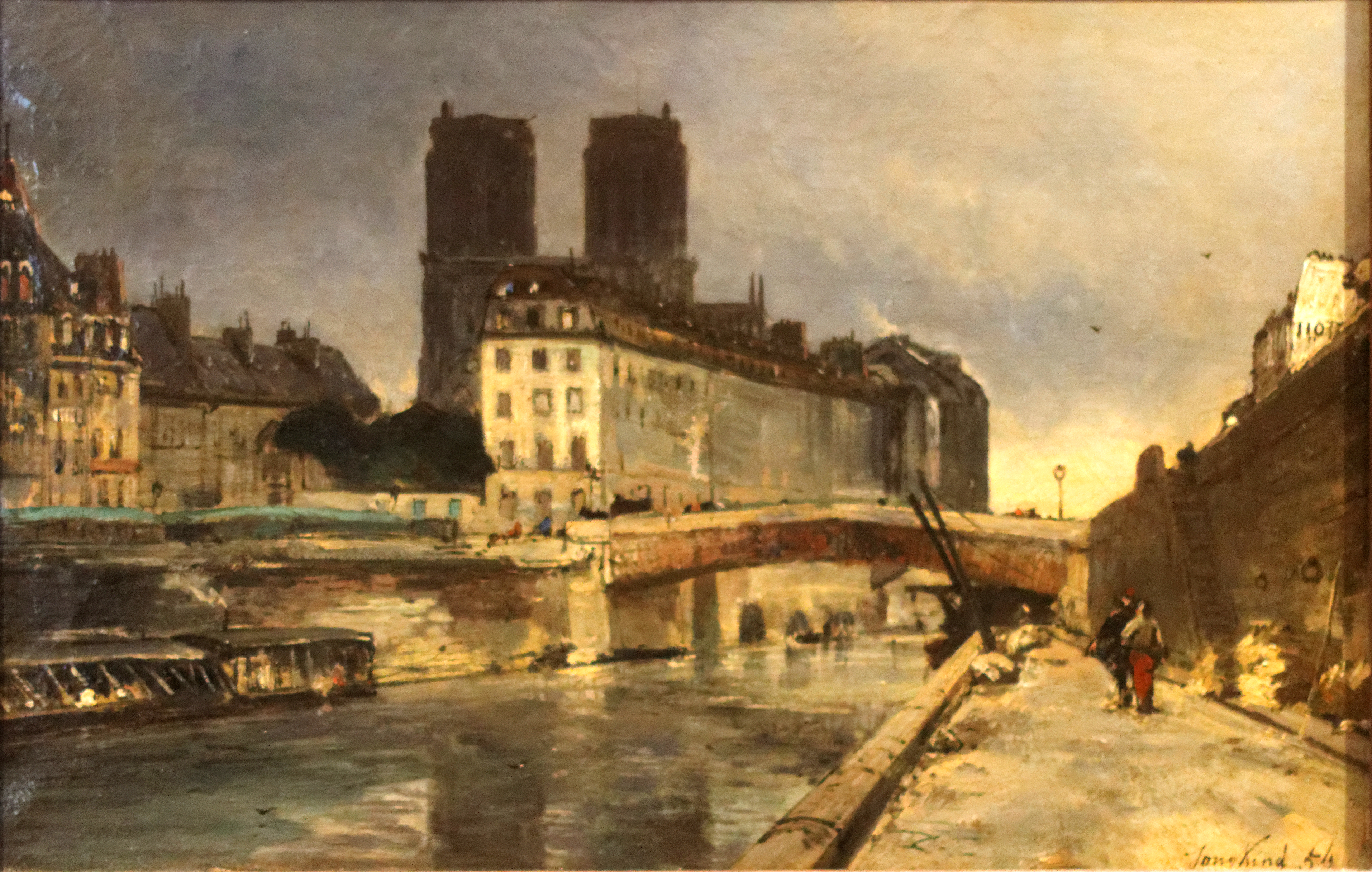
Notre-Dame de Paris vue du quai Saint-Michel avec le Petit Pont Johan Barthold Jongkind, 1854 Musée du Louvre
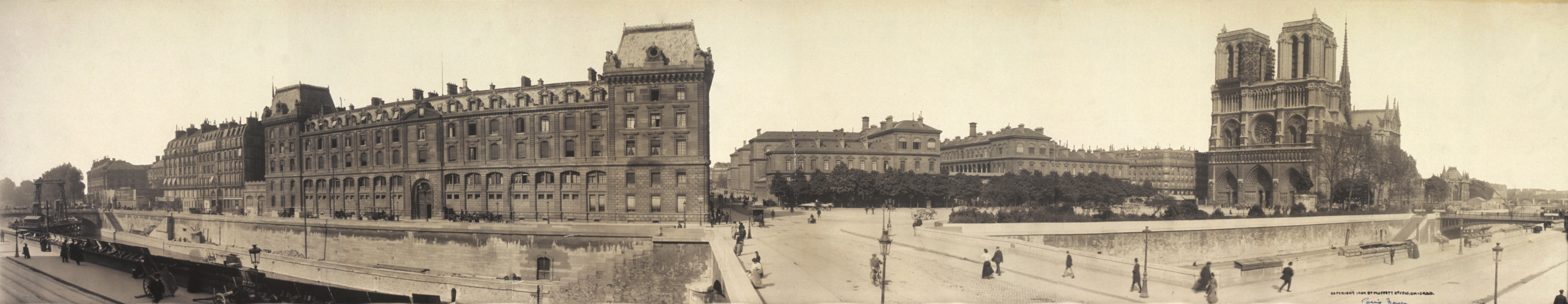
Le pont en 1909.
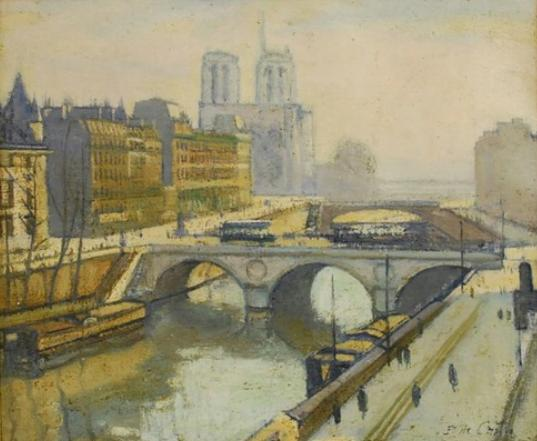
Le pont avant 1939 (peinture de Paul de Castro).
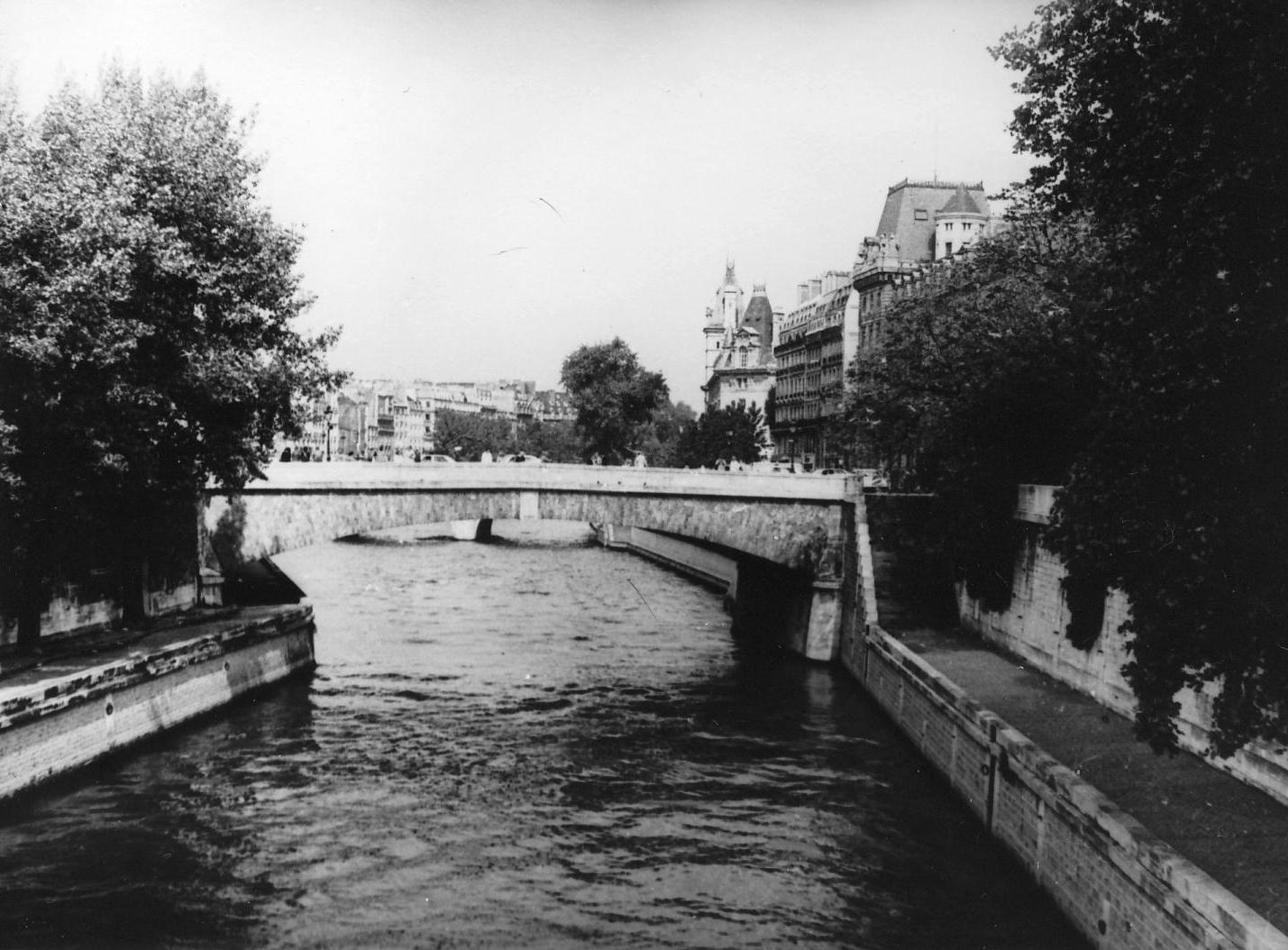
Le Petit-Pont en 1981.

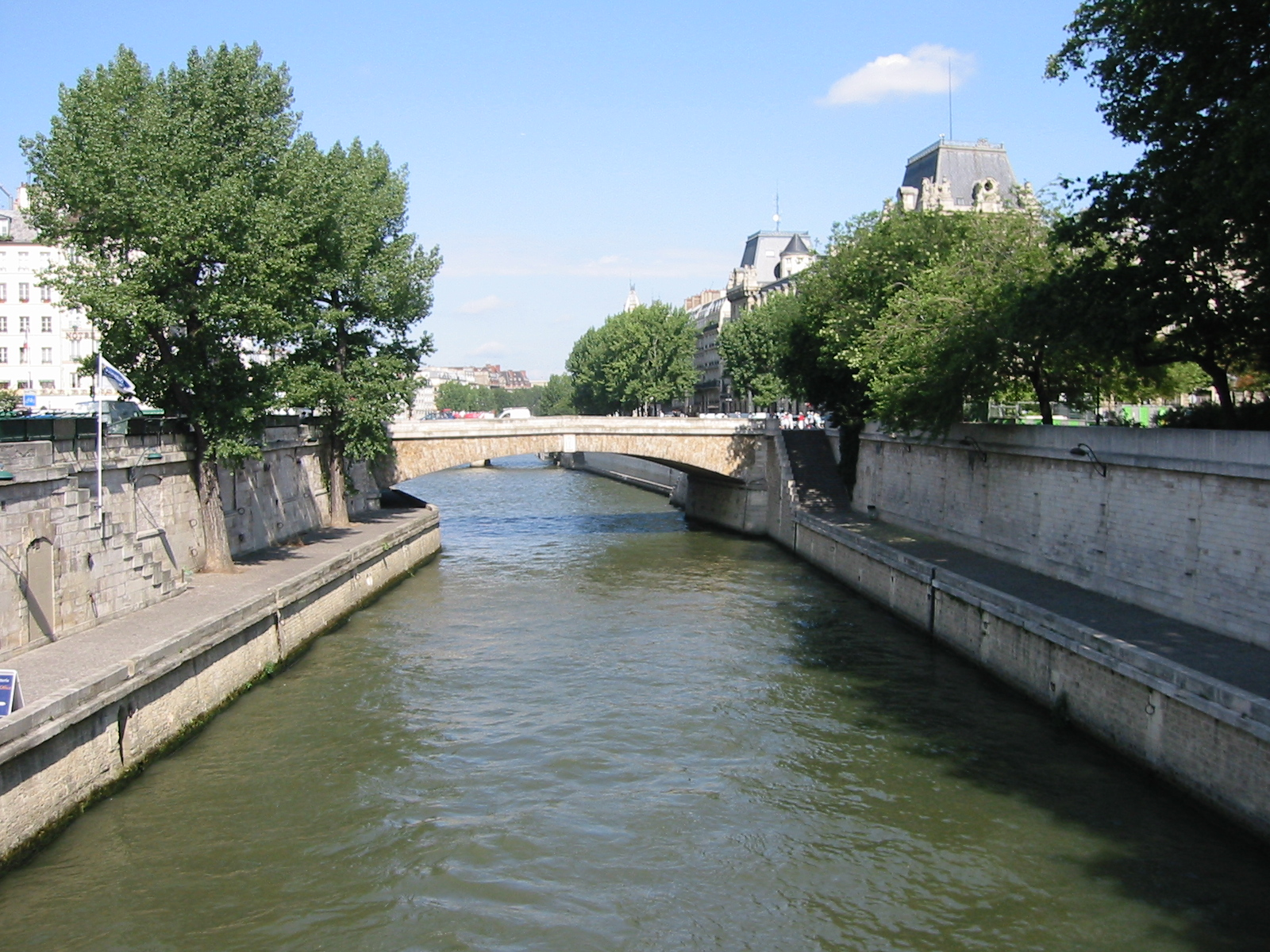
Vu depuis le pont au Double.
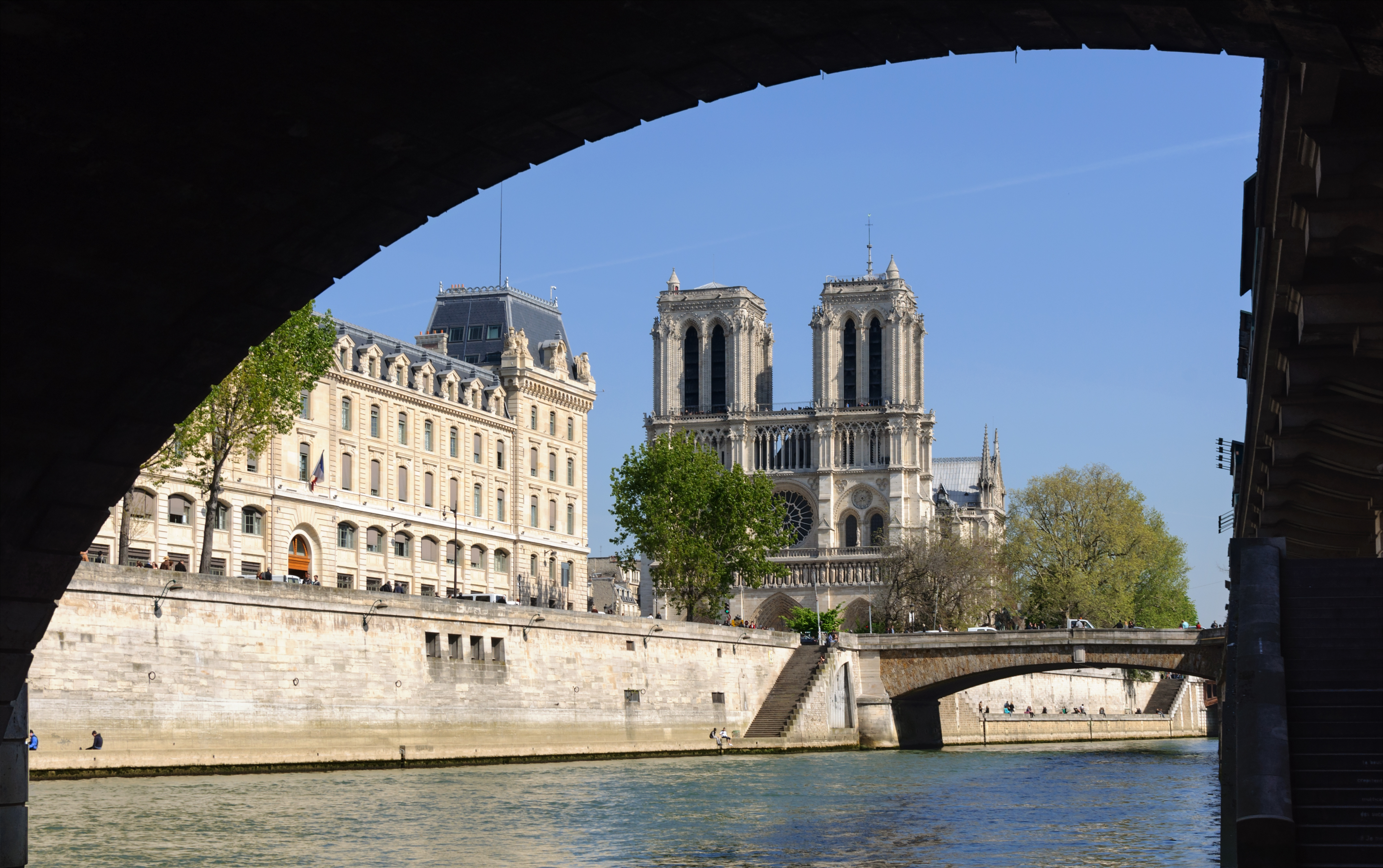
Notre-Dame de Paris et le Petit-Pont depuis le pont Saint-Michel.
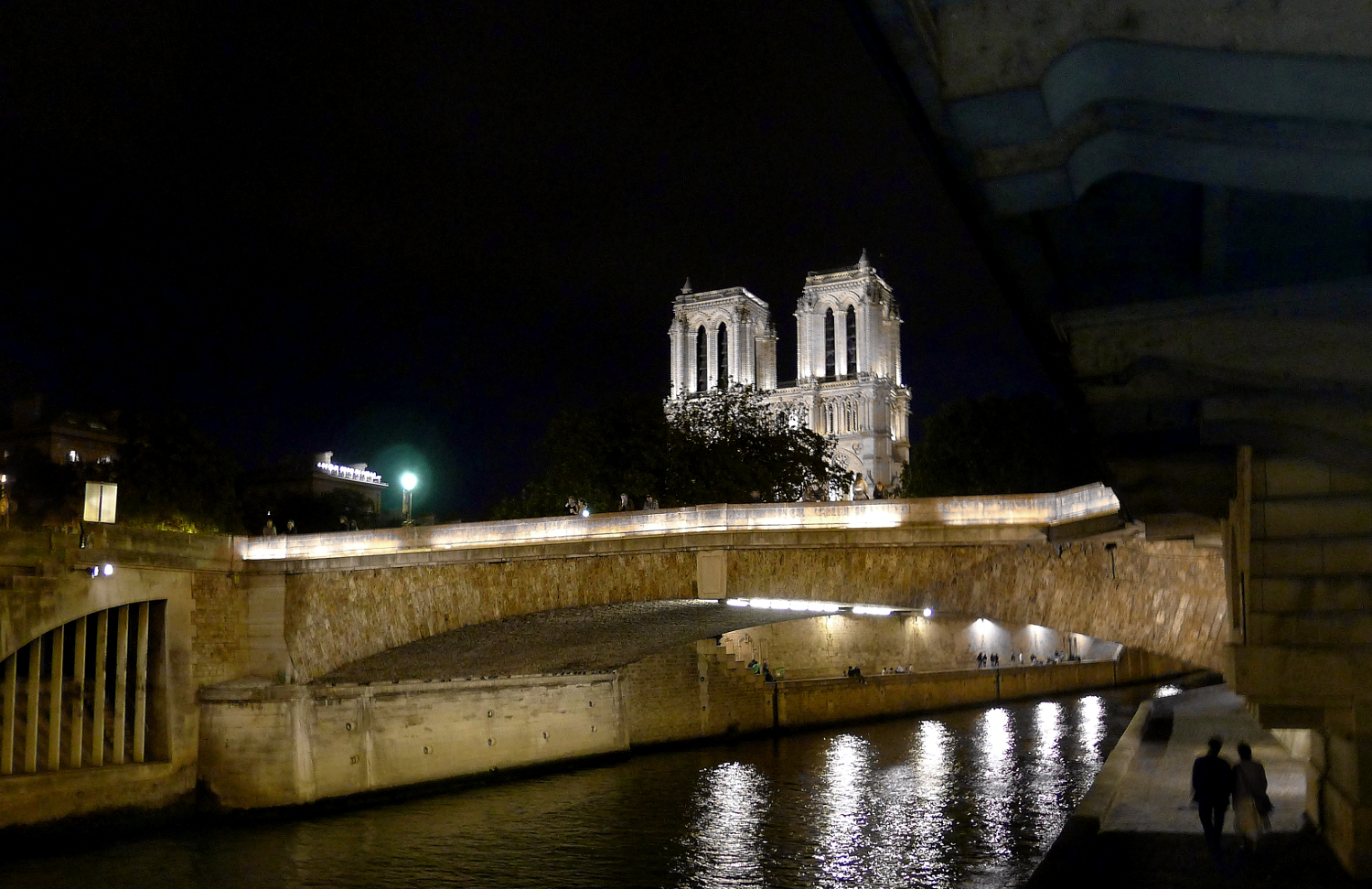
Le Petit-Pont de nuit.
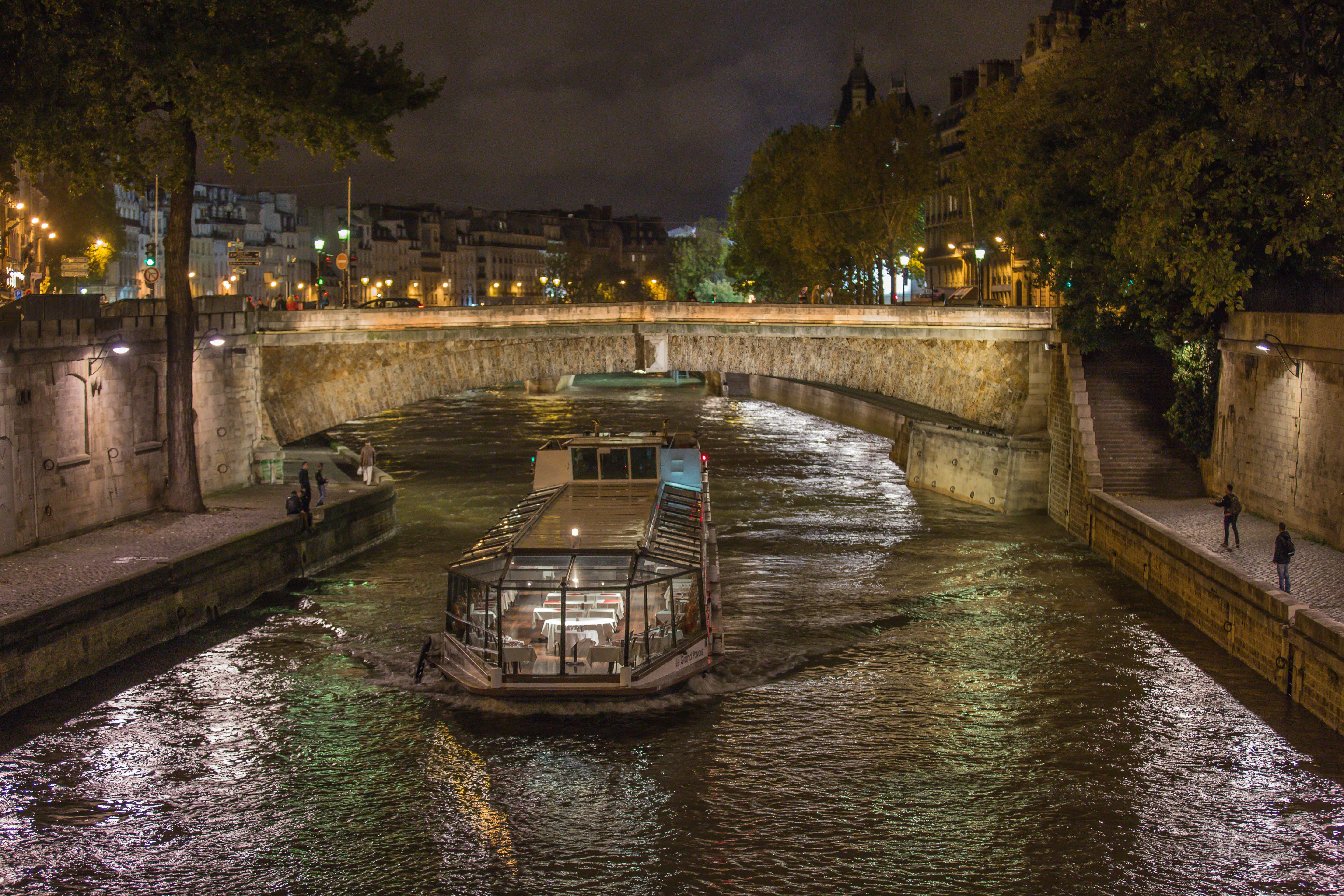
Le Petit-Pont de nuit.